# 믹스맥스 페스티벌
믹스맥스 페스티벌은 2018년 '몬스터 에너지 믹스맥스 콘서트 2018(MONSTER ENERGY MIX MAX CONCERT 2018)’를 시작으로 
2019년부터는 페스티벌 규모로 확장, 매년 연말(12월)에 진행하고 있는 국내 힙합 페스티벌이다. 

## 역사
2018년에는 스윙스, 기리보이, 팔로알토, 루피, 양동근 등이, 2019년에는 박재범, 그레이, 염따, 식케이, 정세운, pH-1, 애쉬 아일랜드, 저스디스, 자이언티 등이 출연하였다.

### 2019년

#### ORANC MIX MAX FESTIVAL 2019
2019년 12월 28일 컬쳐띵크(CULTURE THINK)와 오란씨(ORANC)가 함께 KBS 아레나에서 개최했다. 총 46명의 아티스트가 출연했으며 10시간 동안 진행되었다.
페스티벌은 2019년 마지막 토요일에 진행되었다.

#### glo MIX MAX FESTIVAL NEW WAVE PARTY II
2019년 12월 27일 컬쳐띵크와 glo가 함께 KBS 아레나에서 ‘glo MIX MAX FESTIVAL NEW WAVE PARTY II’를 개최했다. 총 14명의 아티스트가 출연했다.

### 2018년
2018년 12월 26일 컬쳐띵크(CULTURE THINK)와 에너지 드링크 MONSTER가 함께 진행한 ‘MONSTER ENERGY MIX MAX CONCERT 2018’는 YES24 라이브홀에서 진행됐다.